# 中國鐵建高新裝備
中國鐵建高新裝備（港交所：1786，簡稱：鐵建裝備）是中國鐵建旗下公司，從事機械製造及鐵路保養業務。
2015年12月，中國鐵建高新裝備在香港進行公開招股，發售約5.32億股，招股價介乎5.21至5.76港元，集資最多30.64億港元。中國鐵建高新裝備引入中國中車的子公司株洲电力机车研究所、中国建银投资及雲南能源金融三名基礎投資者，名基礎投資者合共認購4.07億港元的股份。中國鐵建高新裝備最後把招股價訂在5.25港元。
2015年12月16日，中國鐵建高新裝備首日掛牌上市，收報4.72元，上市保荐人为中信里昂证券资本市场。